# Metaphryniscus sosae
Metaphryniscus sosae, conhecido também como Sapito Rugoso Del Marahuaka é uma espécie de sapo da família Bufonidae. Ele é monotípico dentro do gênero Metaphryniscus, sendo encontrado nas florestas de montana da Venezuela.